# Republiken Tysk-Österrike
Republiken Tysk-Österrike (tyska: Republik Deutschösterreich eller Deutsch-Österreich) skapades efter första världskriget ur områden dominerade av tysktalande befolkning i det tidigare Österrike-Ungern, förutom Kungariket Ungern, som 1918 blivit Folkrepubliken Ungern.  
Tysk-Österrike gjorde anspråk på alla tyskdominerade områden från det tidigare Habsburgska riket - ett område på totalt 118,311 km², med 10,4 miljoner invånare. Det omfattade nästan hela det moderna Österrikes territorium, samt tysktalande områden i den tidigare "österrikiska halvan" (Cisleithanien) av Österrike-Ungern. Detta omfattade Sydtyrolen och staden Tarvisio, senare båda i Italien; södra Kärnten och södra Steiermark, senare i Slovenien, och Sudetenland samt Tyska Böhmen (senare del av Sudetenland, därefter Tjeckien). Vid den tiden hade alla dessa områden tysktalande majoritet. I praktiken var dock makten begränsad till Donau- och alpprovinserna i det gamla Habsburgska riket.

## Historia

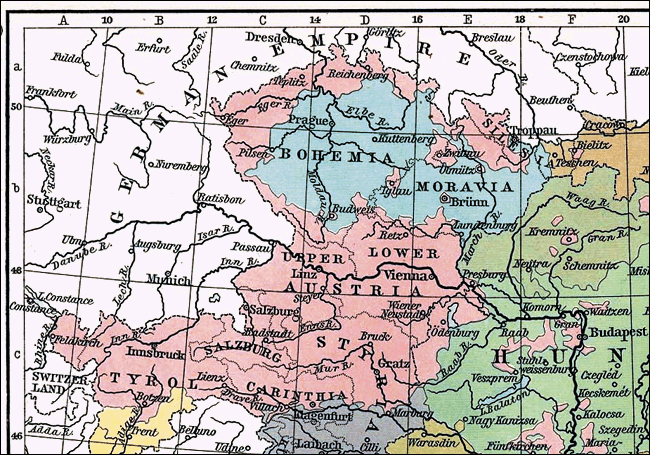
Karta över områden med tysktalande dominans (rosa) i västra Österrike-Ungern 1911.

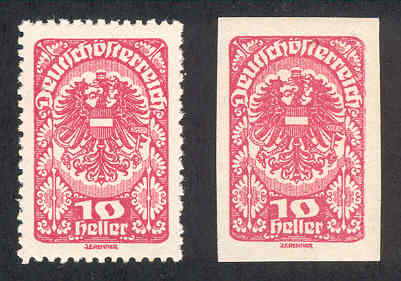
10-heller Tysk-österrikiska frimärken från 1920.

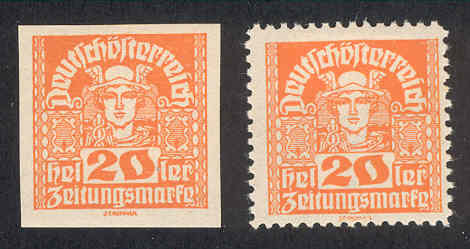
20-heller Tysk-österrikiska tidningsfrimärken från 1920.

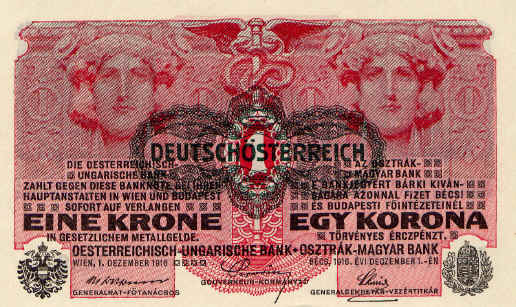
1 krone-sedel, övertryckt med texten Deutschösterreich.

I det habsburgska Österrike-Ungern, var "Tysk-Österrike" ett inofficiellt begrepp för områden dominerade av etniska tyskar. När kejsardömet föll samman 1918, försökte etniska tyskar i Cisleithaniens österrikiska parlament (Österrikes riksråd), senast valda 1911, bilda en egen stat, Tysk-Österrike. Man utropade en "provisorisk nationell församling för den oberoende tyska österrikiska staten" och valde Franz Dinghofer från tyska folkrörelsen, Jodok Fink från Kristligt-sociala partiet, och Karl Seitz från Österrikes socialdemokratiska parti som församlingens ordföranden. Karl Renner utsågs till Österrikes kansler. Församlingen hade representanter från Böhmen, Mähren och Österrikiska Schlesien, som inte ville ingå i Tjeckoslovakien som utropats 28 oktober 1918.

## Nationalsång
Nationalsång var, även efter avskaffandet av termen Tysk-Österrike, inofficiellt åren 1920–1929 "Deutschösterreich, du herrliches Land" med sångtext av kansler Karl Renner, som skrev på Freden i Saint-Germain.